# MSL 2차 마이너리그
MSL 2차 마이너리그는 하나포스 센게임 MSL 2004의 진출자를 가리기 위한 대회이다.

## 리그기간
- 2003년 9월 1일 ~ 2003년 11월 24일

## 리그방식
- 지난시즌 마이너리그 탈락자 12명과 마이너리그 예선전 통과자 12명, 총 24명으로 구성된다.
- 24강은 한조에 3명씩 총 8개 조로 나누어서 각 조 2위까지 16강에 진출한다.
- 16강과 8강은 3판 2선승제로 진행한다.
- 8강 통과자 4명은 본선으로 직행하고 8강 탈락자 4명은 리그결정전으로 진출한다.
- 리그결정전은 마이너리그 8강 탈락자 4명, 지난시즌 패자 8강 1차 탈락자 4명, 패자 8강 2차 탈락자 4명, 총 12명으로 구성된다.
- 리그결정전 1라운드는 마이너리그 8강 탈락자와 지난시즌 패자 8강 1차 탈락자끼리 3판 2선승제로 진행한다.
- 리그결정전 2라운드는 리그결정전 1라운드 통과자와 지난시즌 패자 8강 2차 탈락자끼리 3판 2선승제로 진행한다.
- 리그결정전 통과자 4명은 본선에 진출하고 탈락자 8명은 다음시즌 마이너리그에 직행한다.

## 마이너진출전

### 예선전
1차 마이너리그 오프라인 예선을 통하여 각조 2위를 기록한 선수들이 마이너진출전에 진출하였다.

### 본선
- 일정 : 2003년 8월 10일 (1차 마이너리그 오프라인 예선 당일 실시)

| 마이너진출전 | Match1 | Match1 | Match1 | Match1 | Match2 | Match2 | Match2 | Match2 | Match3 | Match3 | Match3 | Match3 |
| 1조 ~ 6조    | 차재욱 | 2      | 박정은 | 0      | 최수범 | 2      | 김영미 | 0      | 박정길 | 2      | 서지수 | 0      |
| 7조 ~ 12조   | 백영민 | 2      | 박상익 | 0      | 이현승 | 2      | 기욤   | 1      | 국기봉 | 1      | 조용성 | 2      |
| 13조 ~ 18조  | 박태민 | 1      | 김동진 | 2      | 성학승 | 2      | 송병석 | 0      | 장진남 | 2      | 박동욱 | 1      |
| 19조 ~ 24조  | 조정현 | 2      | 김종성 | 0      | 박신영 | 2      | 박정석 | 1      | 임정호 | 2      | 민광현 | 1      |

## 본선진출자
| 1조    | 2조    | 3조    | 4조    | 5조    | 6조    | 7조    | 8조    | 9조    | 10조   | 11조   | 12조   |
| ------ | ------ | ------ | ------ | ------ | ------ | ------ | ------ | ------ | ------ | ------ | ------ |
| 차재욱 | 최수범 | 박정길 | 백영민 | 이현승 | 조용성 | 김동진 | 성학승 | 장진남 | 조정현 | 박신영 | 임정호 |

## 마이너리그
- 일정 : 2003년 9월 1일 ~ 2003년 10월 6일

| A조    | A조     | B조    | B조     | C조    | C조     | D조    | D조     |
| ------ | ------- | ------ | ------- | ------ | ------- | ------ | ------- |
| 김현진 | 1승 1패 | 강도경 | 2승     | 박정길 | 1승 1패 | 임정호 | 1승 1패 |
| 변길섭 | 2승     | 김동진 | 1승 1패 | 최수범 | 2패     | 박신영 | 2승     |
| 성학승 | 2패     | 조병호 | 2패     | 주진철 | 2승     | 오상봉 | 2패     |

| E조    | E조     | F조    | F조     | G조    | G조     | H조    | H조     |
| ------ | ------- | ------ | ------- | ------ | ------- | ------ | ------- |
| 나경보 | 2승     | 김정민 | 2승     | 서지훈 | 1승 1패 | 조용성 | 2패     |
| 백영민 | 1승 1패 | 조정현 | 2패     | 이현승 | 2승     | 김성제 | 2승     |
| 박정석 | 2패     | 박성준 | 1승 1패 | 장진남 | 2패     | 차재욱 | 1승 1패 |

### 16강 ~ 8강
- 16강 : 2003년 10월 13일 ~ 2003년 11월 3일
- 8강 : 2003년 11월 10일, 2003년 11월 13일

| 조  | 16강   | 16강 | 16강   | 16강 | 16강   | 16강 | 16강   | 16강 | 8강    | 8강 | 8강    | 8강 |
| A조 | 변길섭 | 1    | 차재욱 | 2    | 강도경 | 0    | 서지훈 | 2    | 차재욱 | 0   | 서지훈 | 2   |
| B조 | 박신영 | 2    | 백영민 | 0    | 주진철 | 2    | 박성준 | 0    | 박신영 | 1   | 주진철 | 2   |
| C조 | 나경보 | 2    | 임정호 | 1    | 김정민 | 2    | 박정길 | 0    | 나경보 | 1   | 김정민 | 2   |
| D조 | 이현승 | 1    | 김동진 | 2    | 김성제 | 0    | 김현진 | 2    | 김동진 | 0   | 김현진 | 2   |

## 리그결정전
- 1라운드 : 2003년 11월 17일
- 2라운드 : 2003년 11월 20일, 2003년 11월 24일

| 조  | 1라운드  | 1라운드 | 2라운드 | 2라운드 | 2라운드  | 2라운드 |
| A조 | 베르트랑 | 차재욱  | 강민    | 2       | 베르트랑 | 0       |
| B조 | 김동진   | 김환중  | 조용호  | 2       | 김동진   | 0       |
| C조 | 나경보   | 박용욱  | 나도현  | 1       | 나경보   | 2       |
| D조 | 박신영   | 전태규  | 변은종  | 1       | 박신영   | 2       |

## 본선 진출자 및 차기 시즌 시드권자 목록
본선 진출자
- 테란 : 서지훈, 김정민, 김현진
- 저그 : 주진철, 나경보, 박신영, 조용호
- 프로토스 : 강민

다음 시즌 시드권자 목록
- 테란 : 베르트랑, 김동진, 나도현, 차재욱
- 저그 : 변은종
- 프로토스 : 김환중, 박용욱, 전태규